# Supergigante

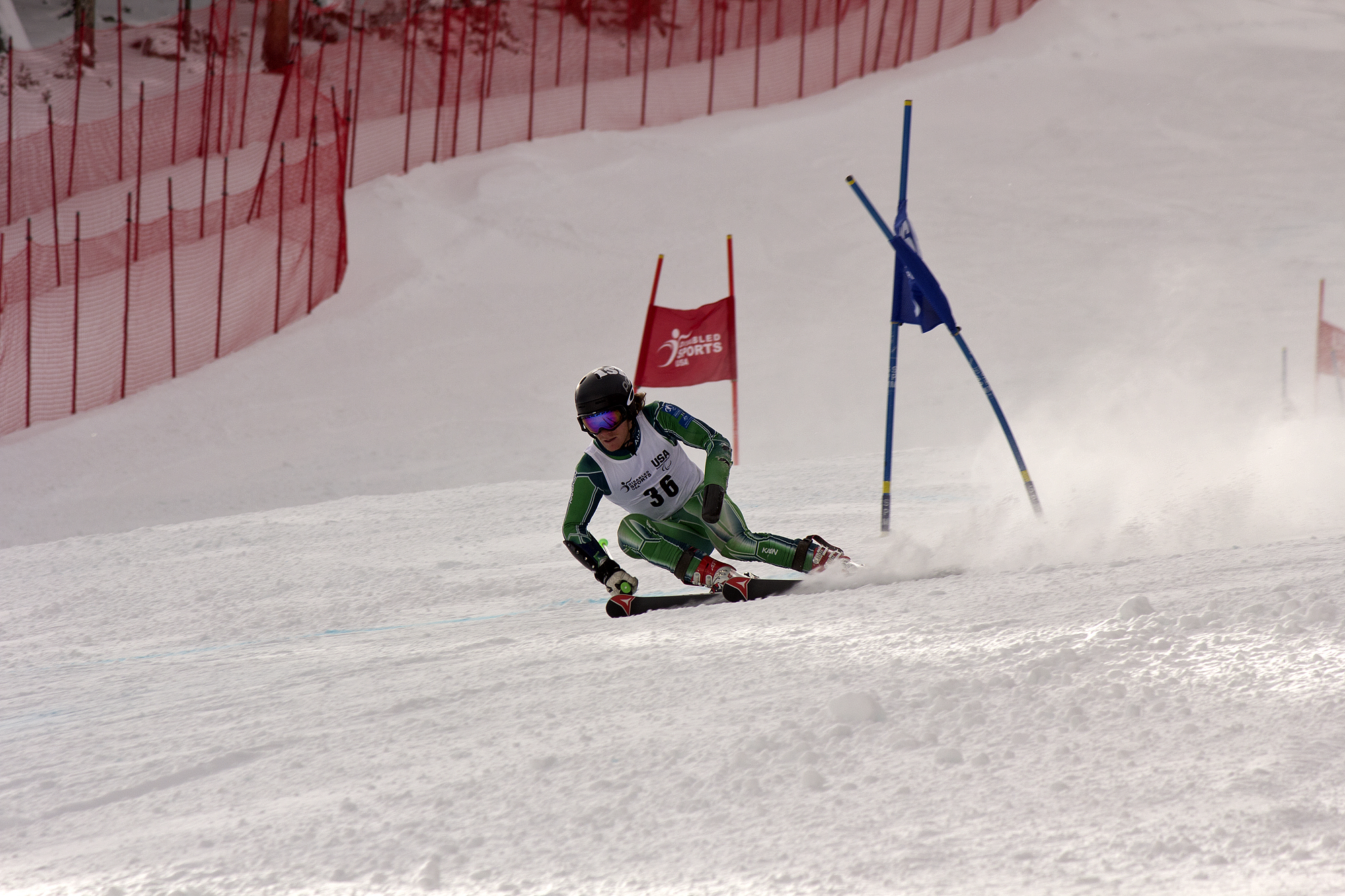
Esempio di discesa

Il supergigante, detto anche brevemente Super-G, è una specialità dello sci alpino. Si tratta di una gara in cui gli sciatori sono tenuti a passare attraverso una serie di porte disposte sul tracciato, come negli slalom, ma la lunghezza della pista, la distanza tra le porte, il raggio di curva e la velocità di percorrenza sono maggiori rispetto allo slalom gigante o allo slalom speciale, unendo quindi le caratteristiche dello slalom gigante a quelle della discesa libera. Si possono raggiungere velocità di punta di oltre 120 km/h, perciò viene ritenuto una disciplina veloce, come la discesa libera, e viene in genere disputato sulle stesse piste usate per le discese. A differenza della discesa libera, nel Super-G non vengono effettuate prove cronometrate prima della gara.
In campo maschile il detentore della Coppa del Mondo di supergigante è lo svizzero Marco Odermatt, mentre l'austriaco Matthias Mayer e il canadese James Crawford sono rispettivamente campione olimpico e campione mondiale. A livello femminile l'italiana Marta Bassino è la campionessa mondiale, mentre la svizzera Lara Gut-Behrami è la campionessa olimpica e la detentrice della Coppa del Mondo di supergigante.

## Descrizione
Tipicamente una gara di supergigante si svolge in un'unica manche, e risulta vincitore lo sciatore che ha completato il percorso, senza saltare nessuna porta, nel tempo minore. Vengono utilizzate le stesse piste da discesa libera, solamente accorciate e, quindi, con dislivello minore.
L'ordine di partenza dei concorrenti è così stabilito: i primi dieci classificati nella WCSL di specialità partono con i pettorali dal 6 al 15, determinati tramite sorteggio. Ai classificati nella WCSL dalla posizione 11 alla posizione 20 vengono assegnati, sempre tramite sorteggio, i pettorali dall'1 al 5 e dal 16 al 20. Gli sciatori classificati dalla ventunesima alla trentesima posizione nella WCSL di specialità partono con i pettorali dal 21 al 30, sempre assegnati per sorteggio.
Il supergigante è la più giovane fra le discipline dello sci alpino (ad eccezione della supercombinata), infatti,
è stato ufficialmente introdotto dalla Federazione Internazionale Sci (FIS) nella stagione 1982/1983, con due gare all'anno, fino alla stagione 1985/1986, nella quale vennero introdotte 6 gare l'anno da disputare nelle varie piste classiche della discesa libera, e la conseguente introduzione della Coppa di specialità. Con l'inserimento di questa disciplina non solo si è permesso agli atleti specialisti delle discipline tecniche di avvicinarsi alla discesa con gradualità, ma ne hanno tratto vantaggio anche i velocisti ai quali veniva data la possibilità di vincere la Coppa del Mondo assoluta, avendo a disposizione un maggior numero di gare. Infatti il supergigante presenta caratteristiche simili alla discesa libera per quanto riguarda la velocità e la presenza di salti e curve veloci, ma è vicino anche allo slalom gigante in quanto sono presenti tratti tecnici che presentano molte curve da effettuare con una tecnica simile, appunto, allo slalom gigante. Ai Mondiali di sci alpino è presente dall'edizione del 1987, e ai Giochi olimpici invernali dal 1988.
Nel tentativo di aumentare la sicurezza, dalla stagione 2003/2004 la FIS ha imposto dei limiti minimi di lunghezza degli sci nelle gare di supergigante: 205 cm per gli uomini, 200 cm per le donne. Come per lo slalom gigante e per la discesa libera c'è un raggio di curvatura minimo: 33 metri.

## Piste da supergigante famose
- Streif (Kitzbühel, Austria)
- Saslong (Santa Cristina, Italia)
- Birds of Prey (Beaver Creek, Stati Uniti)
- Planai (Schladming, Austria)
- Kandahar Banchetta (Sestriere, Italia)
- Olimpia delle Tofane (Cortina d'Ampezzo, Italia)
- Men's Olympic Downhill (Lake Louise, Canada)

## Primati
Hermann Maier è considerato il miglior supergigantista di tutti i tempi, vincitore di 24 gare, corredate da altre 15 in discesa, e di 5 Coppe di specialità, oltre a 4 Coppe assolute. In campo femminile la migliore supergigantista in assoluto è Lindsey Vonn, vincitrice di 28 gare corredate da 5 Coppe di specialità.